# Руднєв Валерій Юрійович
Руднєв Валерій Юрійович (нар. 16 лютого 1988) — колишній російський тенісист.
Найвищу одиночну позицію світового рейтингу — 210 місце досяг 21 липня 2014, парну — 490 місце — 22 березня 2010 року.

## Фінали ATP Челленджер і ITF Ф'ючерс

### Одиночний розряд: 14 (7–7)
| Легенда (одиночний розряд) |
| -------------------------- |
| Тур ATP Челленджер (0–1)   |
| Тур ITF Ф'ючерс (7–6)      |

| Фінали за покриттям |
| ------------------- |
| Тверде (3–1)        |
| Ґрунт (4–6)         |
| Трава (0–0)         |
| Килим (0–0)         |

| Результат | В-П | Дата     | Турнір                  | Рівень     | Покриття | Суперник           | Рахунок            |
| --------- | --- | -------- | ----------------------- | ---------- | -------- | ------------------ | ------------------ |
| Поразка   | 0–1 | Сер 2005 | Росія F1, Сергієв Посад | Ф'ючерс    | Ґрунт    | Олексій Кедрюк     | 1–6, 4–6           |
| Перемога  | 1–1 | Сер 2007 | Італія F26, Авеццано    | Ф'ючерс    | Ґрунт    | Лука Ванні         | 6–2, 2–6, 7–6(7–5) |
| Перемога  | 2–1 | Вер 2008 | Росія F6, Москва        | Ф'ючерс    | Ґрунт    | Євген Кириллов     | 6–4, 6–1           |
| Перемога  | 3–1 | Лис 2008 | Іран F6, Кіш (острів)   | Ф'ючерс    | Ґрунт    | Антоніо Веїч       | 7–6(6–2), 4–6, 7–5 |
| Поразка   | 3–2 | Бер 2009 | Туреччина F2, Анталія   | Ф'ючерс    | Ґрунт    | Іван Сергеєв       | 3–6, 1–6           |
| Поразка   | 3–3 | Чер 2009 | Франція F9, Тулон       | Ф'ючерс    | Ґрунт    | Давид Гез          | 4–6, 6–7(4-7)      |
| Поразка   | 3–4 | Сер 2009 | Росія F3, Москва        | Ф'ючерс    | Ґрунт    | Ґійом Рюфен        | 2–6, 4–6           |
| Поразка   | 3–5 | Чер 2010 | Франція F8, Блуа        | Ф'ючерс    | Ґрунт    | Жонатан Ейссерік   | 4–6, 6–4, 6–7(1-7) |
| Перемога  | 4–5 | Січ 2011 | Ізраїль F1, Ейлат       | Ф'ючерс    | Тверде   | Генрі Лааксонен    | 6–1, 6–1           |
| Перемога  | 5–5 | Бер 2011 | Росія F2, Тюмень        | Ф'ючерс    | Тверде   | Михайло Ледовських | 5–6, 6–2, 6–4      |
| Перемога  | 6–5 | Гру 2012 | Туреччина F50, Стамбул  | Ф'ючерс    | Тверде   | Лоренцо Фріджеріо  | 6–4, 6–3           |
| Перемога  | 7–5 | Сер 2013 | Росія F9, Балашиха      | Ф'ючерс    | Ґрунт    | Віктор Балуда      | 6–3, 6–3           |
| Поразка   | 7–6 | Сер 2013 | Казань, Росія           | Челленджер | Тверде   | Сергій Стаховський | 2–6, 3–6           |
| Поразка   | 7–7 | Вер 2013 | Росія F13, Таганрог     | Ф'ючерс    | Ґрунт    | Михайло Бірюков    | 6–7(4–7), 6–7(4-7) |

### Парний розряд: 6 (1–5)
| Легенда (одиночний розряд) |
| -------------------------- |
| Тур ATP Челленджер (0–2)   |
| Тур ITF Ф'ючерс (1–3)      |

| Титули за покриттям |
| ------------------- |
| Тверде (0–0)        |
| Ґрунт (1–4)         |
| Трава (0–0)         |
| Килим (0–1)         |

| Результат | В-П | Дата     | Турнір                | Рівень     | Покриття | Партнер         | Суперники                          | Рахунок               |
| --------- | --- | -------- | --------------------- | ---------- | -------- | --------------- | ---------------------------------- | --------------------- |
| Перемога  | 1–0 | Лис 2007 | Іран F3, Кіш (острів) | Ф'ючерс    | Ґрунт    | Олексій Кедрюк  | Аттіла Балаж Дьордь Балаж          | 7–6(7–3), 7–5         |
| Поразка   | 1–1 | Вер 2008 | Росія F8, Сочі        | Ф'ючерс    | Ґрунт    | Сергій Демьохін | Михайло Фуфигін Віталій Решетников | 2–6, 1–6              |
| Поразка   | 1–2 | Кві 2009 | Росія F1, Москва      | Ф'ючерс    | Килим    | Павло Чехов     | Костянтин Кравчук Лукаш Лацко      | 2–6, 4–6              |
| Поразка   | 1–3 | Тра 2009 | Польща F1, Катовиці   | Ф'ючерс    | Ґрунт    | Денис Мацюкевич | Єжи Янович Матеуш Ковальчик        | 3–6, 3–6              |
| Поразка   | 1–4 | Сер 2009 | Самарканд, Узбекистан | Челленджер | Ґрунт    | Іван Сергеєв    | Каден Генсел Адам Габбл            | 5–7, 5–7              |
| Поразка   | 1–5 | Вер 2014 | Брашов, Румунія       | Челленджер | Ґрунт    | Аслан Карацев   | Даніеле Джорджині Адріан Унгур     | 6–4, 6–7(4-7), [1-10] |

## Юніорські фінали турнірів Великого шолома

### Парний розряд: 1 (1 поразка)
| Результат | Рік  | Турнір                               | Покриття | Партнер      | Суперник                    | Рахунок       |
| --------- | ---- | ------------------------------------ | -------- | ------------ | --------------------------- | ------------- |
| Поразка   | 2006 | Відкритий чемпіонат Франції з тенісу | Ґрунт    | Артур Чернов | Еміліано Масса Нішікорі Кеі | 6-2, 1–6, 2–6 |